# Goethestraße 5 (Coburg)

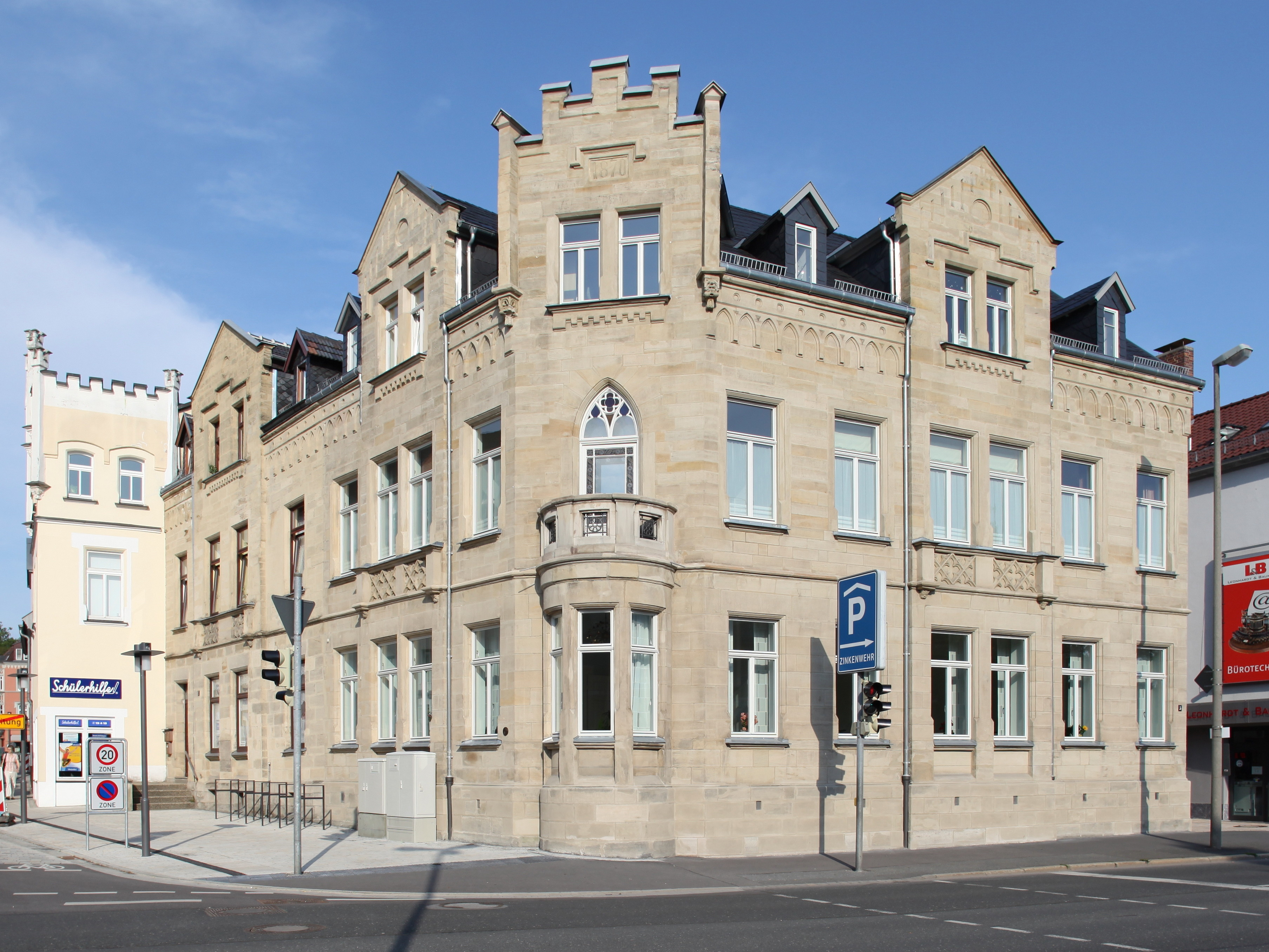
Wohn- und Bürohaus Goethestraße 5 in Coburg

Das Wohn- und Bürohaus Goethestraße 5 steht in der oberfränkischen Stadt Coburg. Das denkmalgeschützte, zweigeschossige Eckgebäude wurde 1870 im neugotischen Stil errichtet.

## Geschichte
Ein unbebautes Gartengrundstück erwarb 1870 der Bautechniker Bernhard Felber am westlichen Rand der Ketschenvorstadt und errichtete darauf als Spekulationsobjekt im selben Jahr ein Wohnhaus. Im Jahr 1873 verkaufte Felber das Anwesen an Ottilie Kronbiegel-Collenbusch aus Sömmerda. Unter anderem erfolgte 1998 eine Innenrestaurierung und 2010 ein Umbau mit einer umfangreichen Instandsetzung, bei der 2010 die Ziegeldeckung von 1972 wieder gegen eine Schieferdeckung getauscht wurde.
Felber errichtete ein Jahr später auch die Nachbarhäuser Zinkenwehr 5 und Zinkenwehr 7.

## Architektur
Das zweigeschossige, traufständige Eckhaus hat ein schiefergedecktes Satteldach mit Gauben. Die neugotisch gestaltete Sandsteinfassade besteht aus sechs Achsen mit rechteckigen Fenstern in der Goethestraße und vier Fensterachsen im Zinkenwehr. Sie ist jeweils durch einen mittleren, leicht vorgesetzten Zwerchhausrisalit symmetrisch gegliedert und dreigeteilt. Die Fenster der Mittelrisalite haben im Obergeschoss dekorierte Brüstungen und im Dachgeschoss stufenförmig überdachte Zwerchhausfenster, die eine Sohlbank mit einem Zackenfries schmücken. Unterhalb der Dachtraufe befindet sich ein Scheibenfries über einem Spitzbogenfries. Die Fassade ähnelt in großen Teilen dem Nachbarhaus Nr. 11, das Felber ein Jahr zuvor gebaut hatte. Die abgeschrägte Hausecke ist durch einen ringeschossigen Runderker mit einer Altane besetzt. Ein Zwerchhaus mit flachem Treppengiebel und der Bezeichnung 1870 krönt die Ecke. Der durch einen Windfang in Eisen-Glas-Konstruktion geschützte Hauseingang befindet sich in der glatten südlichen Giebelseite in der Goethestraße, die im Giebelfeld in einer Rundbogennische eine Sandsteinfigur schmückt.